# Objazda Dwór
Objazda Dwór – zlikwidowany przystanek kolejowy w Objaździe w województwie pomorskim, w Polsce. Przystanek znajdował się na rozebranej linii z Komnina do Ustki. Likwidacja nastąpiła w 1945 roku.